# Shoreham (Kent)
Shoreham es una parroquia civil y un pueblo del distrito de Sevenoaks, en el condado de Kent (Inglaterra).

## Geografía
Según la Oficina Nacional de Estadística británica, Shoreham tiene una superficie de 20,26 km².

## Demografía
Según el censo de 2001, Shoreham tenía 1979 habitantes (49,57% varones, 50,43% mujeres) y una densidad de población de 97,68 hab/km². El 18,09% eran menores de 16 años, el 73,62% tenían entre 16 y 74 y el 8,29% eran mayores de 74. La media de edad era de 42,76 años. Del total de habitantes con 16 o más años, el 20,6% estaban solteros, el 64,59% casados y el 14,81% divorciados o viudos.
El 95,2% de los habitantes eran originarios del Reino Unido. El resto de países europeos englobaban al 2,02% de la población, mientras que el 2,78% había nacido en cualquier otro lugar. Según su grupo étnico, el 98,08% eran blancos, el 0,6% mestizos, el 0,45% asiáticos, el 0,15% negros, el 0,15% chinos y el 0,35% de cualquier otro. El cristianismo era profesado por el 78,01%, el budismo por el 0,35%, el hinduismo por el 0,25%, el judaísmo por el 0,3% y cualquier otra religión, salvo el islam y el sijismo, por el 0,46%. El 13,45% no eran religiosos y el 7,18% no marcaron ninguna opción en el censo.
935 habitantes eran económicamente activos, 906 de ellos (96,9%) empleados y 29 (3,1%) desempleados. Había 820 hogares con residentes, 21 vacíos y 7 eran alojamientos vacacionales o segundas residencias.

## Personajes
En orden alfabético, nacieron o vivieron en Shoreham:
- Robert Ashington Bullen (1850-1912), geólogo;
- Verney Lovett Cameron (1844–1894), viajero;
- Robert Colgate, el padre de William Colgate, fundador en 1806 de Colgate, hoy Colgate-Palmolive;
- Shena Mackay, escritora;
- Lord Dunsany (1878–1957), escritor;
- Samuel Palmer (1805–1881), artista seguidor de William Blake;
- la familia del escritor Anthony Powell;
- Joseph Prestwich, geólogo;
- William Wall, teólogo;
- Naomi Watts, actriz;
- John Wesley;
- Franklin White, bailarín de ballet[3]